# Cantone di Cadenet
Il Cantone di Cadenet era una divisione amministrativa dell'arrondissement di Apt.
È stato soppresso a seguito della riforma complessiva dei cantoni del 2014, che è entrata in vigore con le elezioni dipartimentali del 2015.
Comprendeva i comuni di:
- Cadenet
- Cucuron
- Lauris
- Lourmarin
- Mérindol
- Puget
- Puyvert
- Vaugines
- Villelaure